# Красное Заречье (Московская область)
Красное Заречье — деревня в городском округе Шаховская Московской области России.

## Население
| 1926 | 2002 | 2006 | 2010 |
| ---- | ---- | ---- | ---- |
| 37   | ↘1   | ↗2   | ↗6   |

## География
Расположена примерно в 15 км к северу от районного центра — посёлка городского типа Шаховская, на правом берегу реки Издетели, впадающей в Лобь (бассейн Иваньковского водохранилища). Соседние населённые пункты — село Раменье, деревни Воскресенское, Фроловское, а также Натальино Лотошинского района.

## История
В материалах Всесоюзной переписи населения 1926 года указана как хутор Фроловского сельсовета Раменской волости Волоколамского уезда Московской губернии, проживало 37 человек (16 мужчин, 21 женщина), насчитывалось 6 крестьянских хозяйств.
С 1929 года — населённый пункт в составе Шаховского района Московской области.
1994—2006 гг. — деревня Раменского сельского округа.
2006—2015 гг. — деревня сельского поселения Раменское.
2015 — н. в. — деревня городского округа Шаховская.